# De l'égalité des races humaines
De l’égalité des races humaines est un livre écrit par Joseph Anténor Firmin édité la première fois en 1885 par la Librairie Cotillon, F. Pichon de Paris. 
Le livre, dont le titre fait allusion à Arthur de Gobineau, s'inscrit en faux contre les thèses sur l'inégalité des races.

## Description
Alors qu'il accepte a priori la notion de race, il affirme que sa définition serait floue et que la hiérarchisation des races humaines manquerait de fondements théoriques.
Le livre aborde notamment la problématique de la différence de taille du cerveau. Il affirme que les différences interindividuelles seraient plus importantes que les moyennes de taille de cerveau, et que l'intelligence ne saurait être déterminée par la taille du cerveau, mais le serait davantage par les qualités, encore peu connues, du tissu cérébral[réf. souhaitée].
Le livre expose aussi les réalisations des Noirs à travers l'histoire. Selon lui, les mathématiques auraient ainsi été inventées par les Noirs égyptiens[réf. nécessaire].
Le livre entend réfuter de manière scientifique les thèses de l’inégalité raciale. Il est présenté comme une réponse à Arthur de Gobineau et à son Essai sur l'inégalité des races humaines (1853-1855). Firmin démontre l'inanité des conclusions d'anthropologues tels que Paul Broca de la Société d'anthropologie de Paris. Il note en particulier : « Mais quand je pense que tous ceux qui les établissent n’ont jamais pu se convaincre de l’inutilité des divisions systématiques que l’on veut créer entre les diverses races de l’humanité ; quand je pense que l’illustre Broca, dans cet océan de doute et de confusion ou l’étude des caractères ethniques si vagues et si fuyants jette l’esprit, a pu croire à l’existence de plusieurs espèces humaines, distinctes les unes des autres, je ne puis m’empêcher d’admirer l’aptitude toute spéciale dont sont douées certaines intelligences pour s’orienter à travers les contradictions » (p. 146).
Vers la fin du même chapitre, il conclut avec humour, au sujet des travaux d'un autre membre de la Société d'Anthropologie : 
« Si la morphologie du nez constitue, comme l’affirme le savant M. Topinard, un de ces caractères qui établissent un passage de l’homme au singe, il y a tout lieu de croire que la race blanche caractérisée leptorrhinienne, est un type intermédiaire entre les singes et l’homme » (p. 153).